# 戈德溫 (北卡羅萊納州)
戈德溫（英語：Godwin）是一個位於美國北卡羅萊納州坎伯蘭縣的城鎮。

## 人口
根據2020年美國人口普查的數據，戈德溫的面積為1.63平方千米，皆為陸地。當地共有人口128人，而人口密度為每平方千米79人。